# Bishweshwar Prasad Koirala
Bishweshwar Prasad Koirala (विश्वेश्वर प्रसाद कोईराला - Viśveśvara Prasāda Koīrālā; Varanasi, 8 settembre 1914 – Katmandu, 21 luglio 1982) è stato un politico e scrittore nepalese, Primo ministro del Nepal dal 1959 al 1960.

## Vita
È nato a Benares (India), figlio primogenito di Krishna Prasad Koirala e Divya Koirala. Aveva due fratelli, Matrika e Girija, anch'essi impegnati in politica e divenuti Primi ministri.
Ha trascorso la giovinezza in India, ove la famiglia si trovava in esilio per ragioni politiche. Nel 1934 è entrato nelle file del partito del Congresso indiano. Nel 1937 si è laureato in legge presso l'università di Calcutta, ed in seguito ha praticato l'avvocatura per alcuni anni nella città di Darjeeling.
Nel 1947 ha fondato il Congresso nazionale nepalese, ridenominato partito del Congresso nepalese nel 1950. Questa formazione politica, di ispirazione socialista, si proponeva innanzitutto il rovesciamento della dinastia di primi ministri Rana, al potere in Nepal dal 1846.
Nel 1951 l'ultimo primo ministro Rana, Mohan Shamsher, è stato costretto a rassegnare le dimissioni su pressione dell'India e le personalità in esilio, fra cui Koirala e lo stesso re Tribhuvan, sono potute ritornare in Nepal. Nel 1959 si sono tenute le prime elezioni della storia del paese, vinte dal partito del Congresso nepalese, pertanto Koirala ha assunto la carica di Primo ministro. Appena un anno dopo il re Mahendra ha deciso di assumere su di sé il potere esecutivo, facendo arrestare Koirala insieme ai membri del suo governo.
La prigionia è durata, malgrado fosse malato di cancro, fino al 1968, quando gli è stato permesso di partire per l'esilio in India.
Nel 1976 Koirala è ritornato in Nepal, ma è stato immediatamente arrestato. Grazie alle pressioni internazionali ha potuto recarsi negli Stati Uniti per le cure mediche, e nel 1978 è stato infine prosciolto dalle accuse di cospirazione per una rivolta armata. ha avuto anche dei colloqui con il re Birendra, nel frattempo successo a suo padre Mahendra, sul tema della riconciliazione nazionale. Negli ultimi anni, seppure minato nel fisico, ha continuato la lotta politica per la democrazia mediante mobilitazioni e pubblici comizi.

## Attività letteraria
Koirala è uno degli autori più famosi del Nepal; la sua produzione spazia dalla politica, alla società, al racconto, alla poesia.

### Racconti
- Chandrabadan – racconto breve (1935)
- Katha Kusum – antologia di storie nepalesi (1938)
- Doshi Chashma – Lenti difettose (1949)
- Hitlar ra Yahudi – Hitler e l'Ebreo
- Tin Ghumti – Tre giri (1968)
- Narendra Dai – Fratello Narendra (1969)
- Sumnima – Storia della prima donna Kirata (1969)
- Modiain – La moglie del droghiere (1980)
- Shweta Bhairavi – La dea Bianca del terrore (1983)
- Babu Ama ra chora – Padre, madre e figli (1983)
- Mero Katha – La mia storia (1983), autobiografia non terminata

### Scritti politici
- Rajatantra ra Lokatantra – Monarchia e democrazia (1960)
- Thichieka Janata Jagisake – L'ascesa del popolo oppresso (1969)
- Rastriyata Nepalko Sandarbhama – Il nazionalismo nel contesto Nepalese (1970)
- Kranti: Ek Anivaryata – Rivoluzione: una necessità assoluta (1970)
- Panchayati Vyavastha Prajatantrik Chaina – Il sistema Panchayat non è democratico (1978)
- Prajatantra ra Samajvad – Democrazia e socialismo (1979)
- Rastriya Ekata ko Nimti Ahwan – Un appello per la riconciliazione nazionale (1980)